# Ennui
Ennui es un término de origen francés cuya traducción más directa al español es aburrimiento, aunque es usado también en la filosofía y la psicología, con significados como depresión o aburrimiento crónico, es decir como un estado permanente más que sólo un aburrimiento pasajero.
Existe el concepto de ennui también en la literatura, donde toma fuerza y significación durante el siglo XIX.
En una interpretación de los Pensées de Blaise Pascal, se puede observar al ennui como un elemento que incapacita al individuo para la acción, diferenciándolo del aburrimiento, en el aspecto de que el ennui tiene un trasfondo metafísico, mientras que el simple aburrimiento no lo tiene.

## En la cultura popular
Ennui es uno de los personajes en Inside Out 2. El ennui es personificado como una emoción de color índigo, de pelo largo y nariz puntiaguda, con una personalidad apática. Su forma está basada en un fideo flácido. Ella se la pasa suspendida en el sillón utilizando su teléfono inteligente durante casi toda la película; asimismo, se la ve controlando la consola a través del mismo.